# Бератски пашалък
Бератският пашалък (1774 – 1809) е полуавтономна единица в Османската империя създадена с берат в годината на сключването на Кючуккайнарджийския мирен договор от Ахмед Курт паша от албанския знатен род Музаки.
Седалището му е в Берат. Създаден е, за да се пребори Ахмед Курт паша с непокорния Мехмед паша Бушати в Шкодра, но в крайна сметка бератският паша е победен от другата страна – от Али паша Янински и така се туря край на пашалъка. 